# 周謐
周謐（1439年—？），字靖之，山西晉府群牧所軍籍，直隸滁州人，明朝政治人物。

## 生平
成化四年（1468年）戊子科山西鄉試第一名舉人（解元），十七年（1481年）中式辛丑科會試第一百十五名，三甲第八十四名進士。任光州知州，官至苑馬寺卿。

## 家族
曾祖周再富，贈副千戶；祖父周全，副千戶；父周禮，副千戶。前母黃氏；母李氏。永感下。兄周曠（副千戶）。